# OTS 44

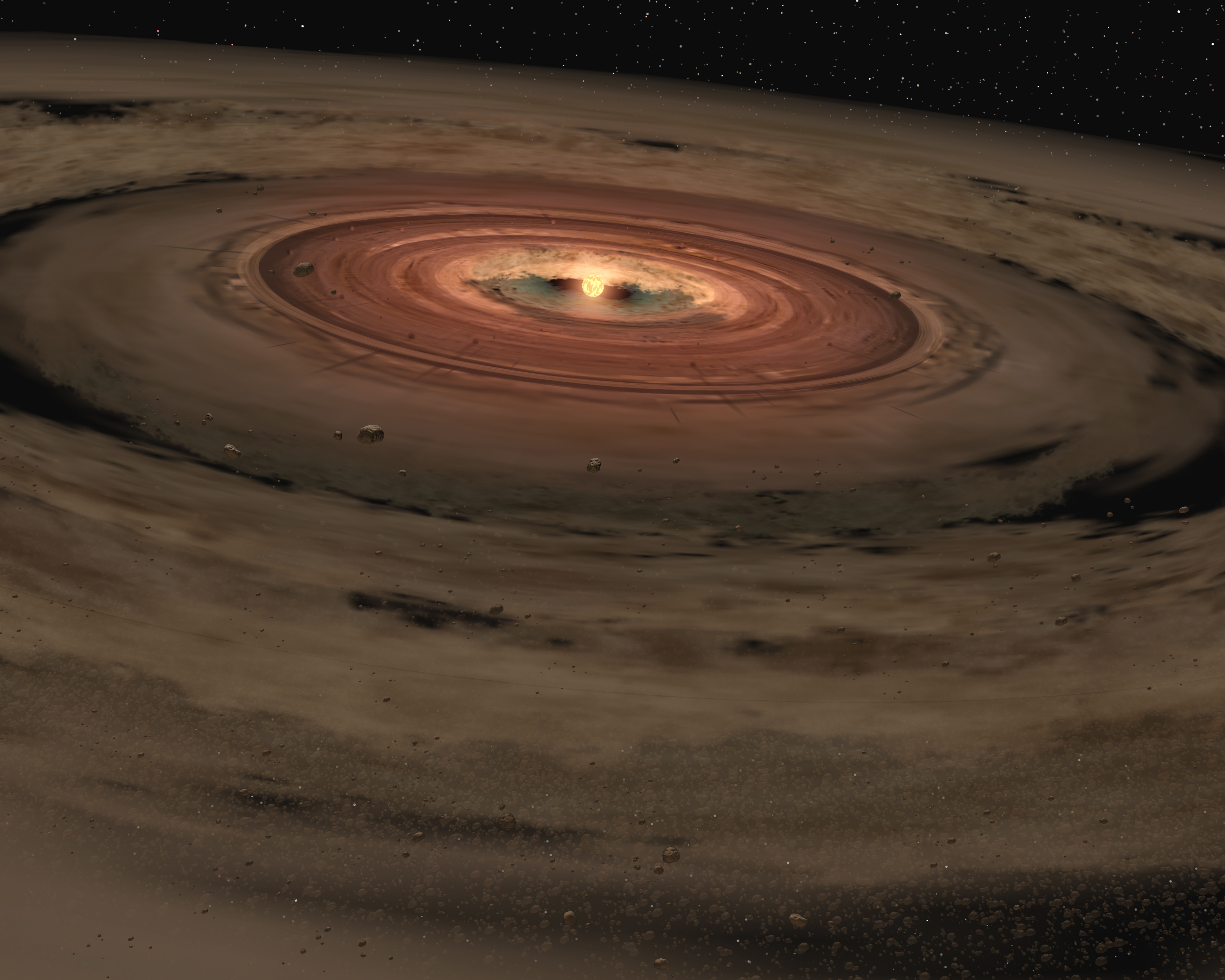
Художнє зображення протопланетного диска

OTS 44 — поодинокий коричневий карлик або міжзоряна планета. Об'єкт розташований на відстані 550 світлових років від Землі в біляполюсному південному сузір'ї Хамелеона.
До відкриття Cha 110913-773444 (який відноситься до субкоричневих карликів, але сформувався з центру газопилової хмари, а не з її залишків, на відміну від планет типу Юпітера) OTS 44 вважався найменшим відомим коричневим карликом.
Це один із найменш масивних одиноких субзоряних об'єктів: його маса приблизно в 11,5 раза більша за масу Юпітера, або становить приблизно 1,1 % маси Сонця. Його радіус не дуже добре відомий і оцінюється у 23—57 % радіуса Сонця.
OTS 44 має масу близько 15 мас Юпітера, або близько 1,5 % маси Сонця.